# William Brydon
Pour les articles homonymes, voir Brydon.
Le docteur William Brydon (10 octobre 1811 – 20 mars 1873) fut un assistant de chirurgien dans l'armée de la Compagnie anglaise des Indes orientales.

## Biographie
William Brydon est célèbre pour avoir participé et survécu à plusieurs campagnes militaires anglaises. Il est d'ailleurs le seul Britannique à s'échapper vivant de la bataille de Gandamak qui s'est déroulée en janvier 1842 en Afghanistan lors de la première guerre anglo-afghane (d'autres soldats, dont le capitaine Thomas Souter, survécurent mais furent faits prisonniers).
Après la bataille de Gandamak, perdue par l'armée britannique, Brydon se trouve être le seul survivant anglais. Il enfourche un cheval légèrement blessé et fonce vers l'Est, vers la ville de Jalalabad, encore sous contrôle anglais. Totalement déshydraté, Brydon se présente aux portes de la ville où il est accueilli par le gouverneur anglais. Horrifiés par le récit de Brydon, les Anglais hésiteront longtemps avant d'attaquer à nouveau l'Afghanistan et de déclencher la seconde guerre anglo-afghane, qu'ils remporteront.

## Dans la fiction
Le rôle de William Brydon est interprété par l'acteur Alexander Owen dans l'épisode « Une fille de soldat » de la deuxième saison de la série télévisée Victoria (2017).